# ألكس مينينديث
ألكس مينينديث (بالإسبانية: Alejandro Menéndez Díez) هو لاعب كرة قدم إسباني، ولد في 15 يوليو 1991 في خيخون في إسبانيا. لعب مع ريال سبورتينغ خيخون وسبورتينغ خيخون ب.

## وصلات خارجية
- ألكس مينينديث على موقع قاعدة بيانات كرة القدم.إي يو (الإنجليزية)
- ألكس مينينديث على موقع Soccerbase.com (لاعب) (الإنجليزية)
- ألكس مينينديث على موقع Soccerway.com (الإنجليزية)
- ألكس مينينديث على موقع عالم كرة القدم.نت (الإنجليزية)
- ألكس مينينديث على موقع AS.com (الإسبانية)